# سد حاجز

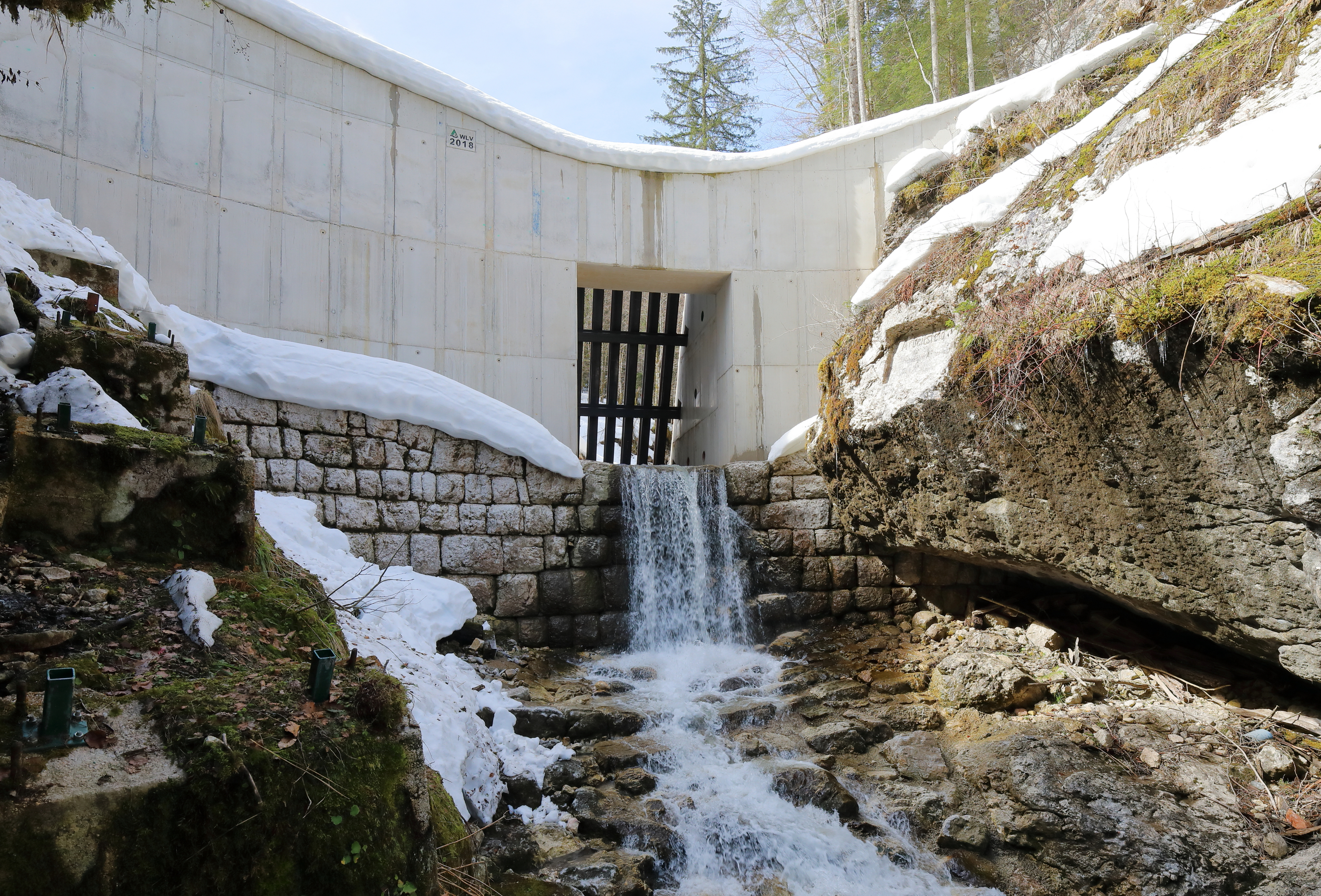

السد الحاجز أو مصد السيول هو عبارة عن سد صغير، وأحيانًا مؤقت، يُنشأ عبر حوض أو خندق تصريف أو مجرى مائي لمقاومة التآكل (التعرية) وذلك عن طريق تخفيف سرعة تدفق الماء. السدود الحاجزة نفسها ليست نوعًا من التكنولوجيا الجديدة؛ بل هي تقنية قديمة يعود تاريخها إلى القرن الثاني الميلادي. عادةً ما تُنفّذ السدود الحاجزة -وليس دائمًا- في نظام يتكون من عدة سدود تقع على مسافات منتظمة عبر المنطقة المطلوبة.

## الخصائص
يعترض السد الحاجز الموجود في المصرف أو الحوض أو القناة المائية تدفق المياه ويسوّي ميل القناة، وبالتالي يقلل من السرعة. بدوره، يدفع هذا العائق إلى التسرب ويقلل من التآكل. إذ لا يقتصر استخدام هذه السدود على إبطاء سرعة التدفق بل يشمل أيضًا توزيع التدفقات عبر الأحواض لتجنب المسارات التفضيلية وتوجيهها نحو الغطاء النباتي. على الرغم من أن بعض الترسبات قد تنتج خلف السد،  لا تعمل السدود الحاجزة بشكل أساسي كأجهزة لتجميع الرواسب.
يمكن تصميم السدود الحاجزة لإنشاء خزانات صغيرة، دون إمكانية الانسداد بالطمي. نُشر تصميم للتخلص الذاتي من الطمي في مجلة (إنفينشن إنتيليجانس)، في أغسطس من عام 1987، إذ إن هذا التصميم عندما يكون دائمًا فمن شأنه أن يزيل الطمي فور تشكله، والحفاظ على سعة الخزان القصوى. يحتوي هذا التصميم بدوره على مظلة تكون قريبة جدًا من المستوى السفلي، وتمتد على عرض السد، وتندمج في الجوانب. عند حدوث طوفان للمياه، يُنقل الطمي تلقائيًا إلى أسفل النهر، ما يبقي الخزان نظيفًا.

## تطبيقات الاستخدام

### آلية التحكم في درجة الانحدار
تُنفذ السدود الحاجزة بشكل تقليدي في بيئتين: عبر قيعان القنوات المائية وعلى المنحدرات الجبلية. تُستخدم السدود الحاجزة بشكل أساسي للتحكم بسرعة المياه والحفاظ على التربة وتحسين الأراضي الزراعية.  وذلك عندما تكون الممارسات الأخرى للتحكم بالتدفق -مثل تبطين القناة المائية أو إنشاء قنوات خطية- غير عملية. ووفقًا لذلك، تُستخدم بشكل شائع في القنوات المائية المؤقتة حيث يكون التثبيت الدائم غير عملي وغير ممكن من ناحية تخصيص الموارد والتمويل بسبب عمرها القصير. أو تُستخدم عندما تمنع تأخيراتُ البناء وظروف الطقس التثبيت المؤقت لآليات مكافحة انجراف التربة الأخرى. يُشاهد هذا عادةً أثناء بناء السدود الدائمة واسعة النطاق أو أنظمة مكافحة الانجراف. على هذا النحو، تعمل السدود الحاجزة كآليات مؤقتة للتحكم بدرجة الانحدار على طول الممرات المائية حتى ينشأ استقرار ثابت أو على طول الأحواض الدائمة التي تحتاج إلى حماية قبل تدعيمها ببطانة غير قابلة للتآكل.

### آلية لمراقبة جودة المياه
تميل العديد من السدود الحاجزة إلى تشكيل تجمعات للتيار المائي. في ظل ظروف التدفق المنخفض، تتسرب المياه إلى الأرض، تتبخر، أو تتسرب عبر السد أو أسفله. تحت ظروف التدفق العالي -الفيضانات- يتدفق الماء عبر هيكل السد أو من خلاله. تميل الرواسب الحبيبية الخشنة والمتوسطة الناتجة عن الجريان السطحي إلى أن تتجمع خلف السد الحاجز، بينما تتدفق الحبيبات الناعمة عبره. تُجمّع أيضًا الفضلات الطافية بواسطة السدود الحاجزة، ما يزيد من فعاليتها كتدابير مراقِبة لجودة المياه.

### المناطق القاحلة
في المناطق القاحلة، غالبًا ما يتم إنشاء السدود الحاجزة لزيادة تغذية المياه الجوفية في عملية تسمى إعادة تغذية المياه الجوفية المُدارة. وبالتالي يمكن تخزين الجريان السطحي في الشتاء في طبقات المياه الجوفية، والتي يمكن سحب المياه منها خلال موسم الجفاف للري، وسقاية المواشي، وحتى كمصدر لمياه الشرب. يعتبر هذا مفيدًا وخصوصًا للمستوطنات الصغيرة الواقعة بعيدًا عن مركز حضري كبير حيث تتطلب السدود الحاجزة اعتمادًا أقل على الآليات والتمويل، أو مفاهيم متقدمة مقارنة بتنفيذ السدود على نطاق واسع.
يمكن استخدام السدود الحاجزة مع الليمانز لإيقاف وتجميع مياه الجريان السطحي.

### المناطق الجبلية
كاستراتيجية لتحقيق الاستقرار في التيارات المائية بالجبال، فإن لبناء السدود الحاجزة تقليد طويل في العديد من المناطق الجبلية التي يعود تاريخها إلى القرن التاسع عشر في أوروبا. بسبب المنحدرات الشديدة في المناطق الجبلية، قد يكون من الصعب على آليات البناء الكبيرة الوصول إلى الجداول الجبلية؛ وبالتالي، تُبنى السدود الحاجزة بدلًا من السدود الكبيرة. نظرًا إلى أن المنحدر العالي يؤدي إلى تحرك سرعة التدفق بشكل أسرع، من الضروري عادةً وجود نظام مدرج يضم عدة سدود حاجزة متباعدة عن قرب لتقليل السرعة وبالتالي مقاومة التآكل. تحاول هذه السدود الحاجزة -التي تُبنى في مدرجات- أن تمنع كلًا من التقوس الأمامي والسفلي في طبقات القناة بالإضافة لتثبيت منحدرات التل المجاورة. ويمكن استخدامها لتخفيف مخاطر الفيضان وتدفق الحطام.

## متطلبات التصميم

### الموقع
قبل بناء السد الحاجز، يفحص المهندسون الموقع، تتطلب المواصفات القياسية أن تكون مساحة الصرف عشرة فدانات أو أقل، ويجب أن يكون المجرى المائي على منحدر لا يقل عن 50% وينبغي أن يكون الحد الأدنى لعمق الأساس 2 قدم. غالبًا ما تستخدم السدود الحاجزة في القنوات المائية الطبيعية أو المبنية. يجب ألا توضع أبدًا في وجه تيار مائي مباشر مالم توافق عليه السلطات المحلية أو الدولية أو الفدرالية المختصة.

### المواد
تُصنع السدود الحاجزة من مجموعة مختلفة من المواد. ونظرًا لاستخدامها عادةً كمنشآت مؤقتة، غالبًا ما تكون مصنوعة من مواد رخيصة وسهلة الوصول مثل الصخور، الحصى، جذوع الأشجار، رزم القش، وأكياس الرمل. باستخدام الصخور وجذوع الأشجار عادةً ما تكون السدود الحاجزة دائمة أو شبه دائمة؛ وعندما يُبنى السد الحاجز بشكل أساسي بواسطة أكياس الرمل فيكون لأغراض مؤقتة. أيضًا، هناك سدود حاجزة تم تشييدها بواسطة الركام أو الألواح الخشبية. لا يتم تنفيذ هذه السدود عادة إلا في القنوات المائية الصغيرة المفتوحة التي تستنزف مساحة تقدر بـ 10 فدان (0.04 كيلومتر مربع) أو أقل؛ ولا يتجاوز عادة ارتفاعها 2 قدم (0.61 متر). يمكن استخدام الأسلاك المنسوجة لبناء السدود الحاجزة وذلك من أجل الاحتفاظ بالمواد الناعمة في المجرى. يتم استخدامها عادة في البيئات التي يوجد بها منحدر معتدل (أقل من 10%)، ومنطقة تصريف صغيرة، وفي المناطق التي لا تحمل فيها تدفقات الفيضان عادة صخورًا كبيرة أو أحجارًا. في جميع الحالات تقريبًا، تستخدم بطانيات التحكم بالتعرية، وهي بطانيات قابلة للتحلل بيولوجيًا، بالتزامن مع السدود الحاجزة. تساعد هذه البطانيات في تعزيز نمو النباتات على المنحدرات وقيعان الخنادق.

### الحجم
عادة ما يكون ارتفاع السدود الحاجزة أقل من 2 قدم (0.61 متر) إلى 3 أقدام (0.91 متر). ويجب أن يكون مركز السد أخفض من حوافه بمقدار 6 بوصات (0.15 متر).

### التباعد
من أجل إبطاء سرعة الماء بشكل فعال لتقليل التآكل ومن أجل حماية القناة المائية بين السدود في نظام أكبر، يجب تصميم التباعد بشكل صحيح، يجب أن تكون السدود متباعدة بحيث تكون مقدمة السد الحاجز بالاتجاه المعاكس للتيار مساوية إلى ارتفاع قمة السد الحاجز بالاتجاه الرئيسي للتيار. من خلال القيام بذلك، يمكن للماء أن يتجمع بين السدود الحاجزة وبالتالي تنخفض سرعة التدفق بشكل كبير مع تقدم المياه إلى أسفل المنحدر.